# Kathedrale von Panama

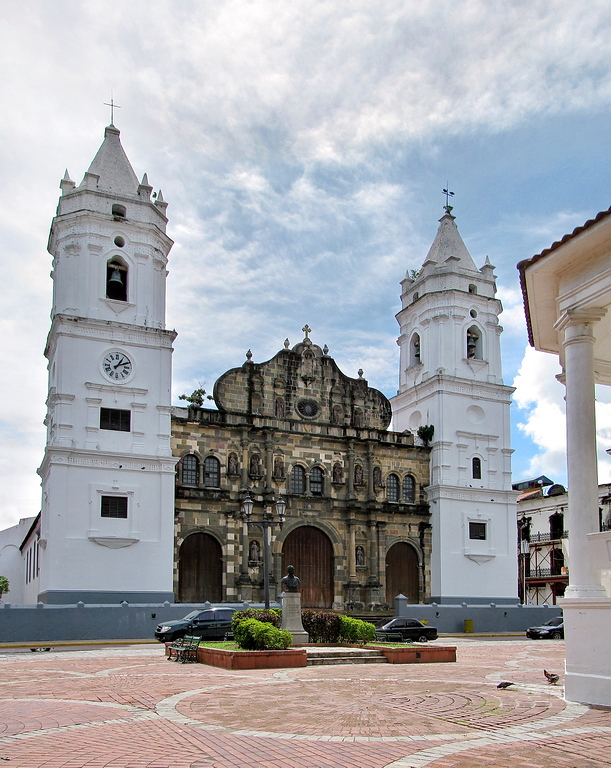
Fassade der Kathedrale

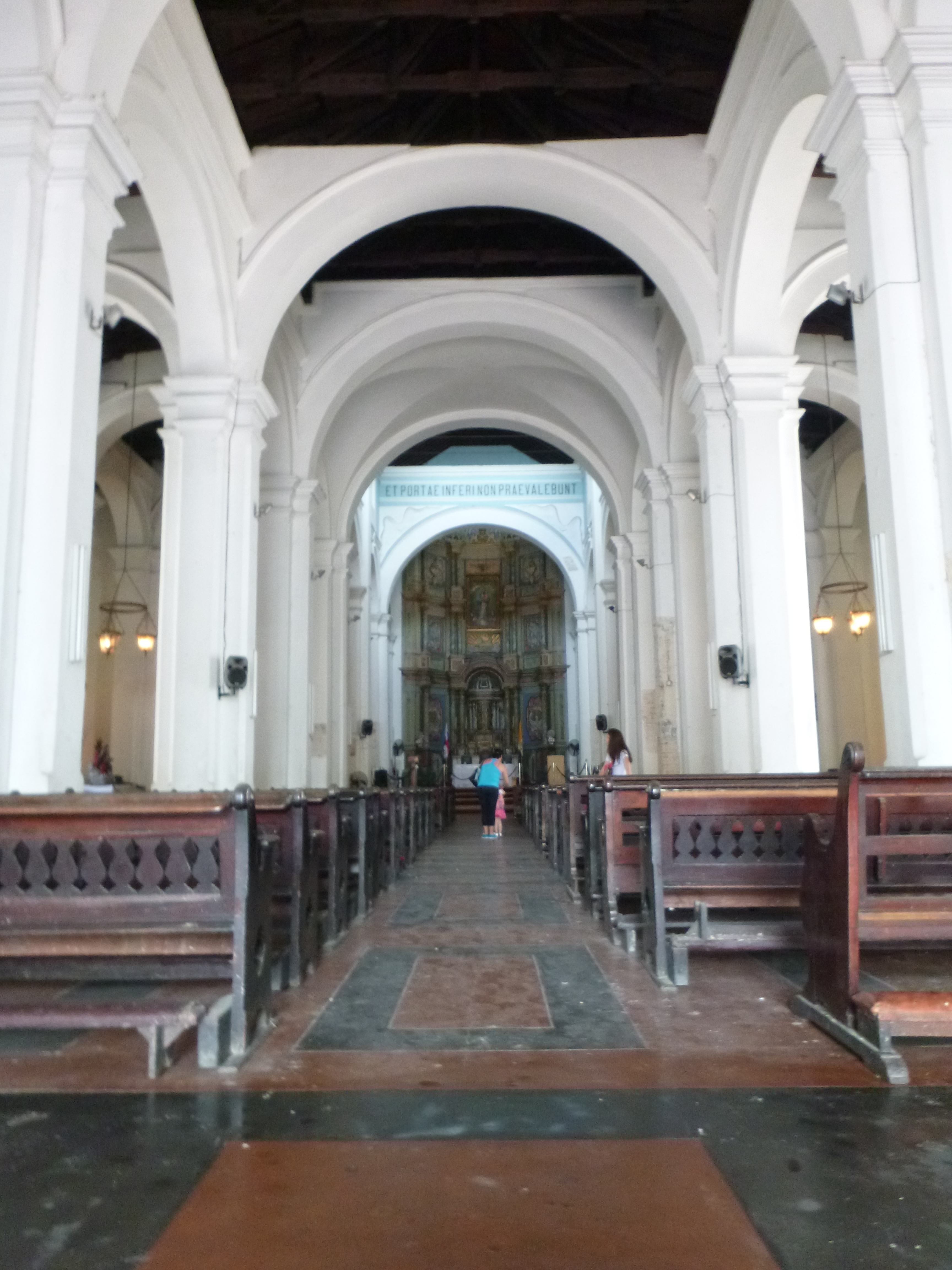
Innenraum

Die Kathedrale von Panama oder Kathedralbasilika Santa Maria la Antigua (spanisch Catedral Basílica Santa Maria la Antigua de Panamá) ist eine römisch-katholische Kirche im Panama-Stadt. Die Kathedrale des Erzbistums Panama ist der Gottesmutter gewidmet.

## Geschichte
Die Metropolitankathedrale von Panama ist Nachfolgerin der Kathedrale, die Papst Hadrian VI. in der neu gegründeten Stadt Nuestra Señora de la Asunción de Panamá als Sitz des 1513 geschaffenen Bistums Santa María de La Antigua del Panamá bauen ließ. Nachdem die Stadt 1671 durch den Piraten Henry Morgan durch Feuer dauerhaft zerstört worden war und man das heutige UNESCO-Welterbe Panamá la Vieja als Ruinen hinterließ, wurde die Hauptstadt um acht Kilometer an die Halbinsel Casco Antiguo von Panama-Stadt verlegt und die Kirche in gleicher Funktion neu errichtet. Der Neubau der größer angelegten Kirche begann 1688. Bis 1741 konnte die Fassade erstellt werden, bis 1762 wurde das fünfschiffige Langhaus mit Holzdach errichtet. Die Kathedrale wurde erst 1796 mit dem Bau der Glockentürme fertiggestellt und geweiht. Die dreistöckigen, weiße Glockentürme sollen noch drei Glocken aus der alten Kathedralen besitzen. Die Erklärung der Unabhängigkeit von Spanien wurde 1821 von den Stufen der Kathedrale verkündet, der Platz davor ist heute der Plaza de la Independencia. 1943 wurde die Kirche zum Nationaldenkmal erklärt. Papst Johannes Paul II. besuchte die Kirche 1993. 1997 wurde sie als Teil der Altstadt von Panama-Stadt in das UNESCO-Weltkulturerbe aufgenommen. 2014 erhielt die Kathedrale durch Papst Franziskus zusätzlich den Titel einer Basilica minor verliehen und heißt nunmehr Kathedralbasilika Santa Maria la Antigua.